# Honoré-Nicolas-Marie Duveyrier
Pour l’article homonyme, voir Duveyrier.
Honoré-Nicolas-Marie Duveyrier est un juriste, homme politique et dramaturge français né à Pignans le 6 décembre 1753 et mort à Maffliers le 25 mai 1839,.

## Biographie
Second fils de Noble-Gaspard Duveyrier et de Marie-Madeleine de Nivelet, Honoré Duveyrier reçoit une éducation militaire à l'école militaire de Perpignan avant de se consacrer au droit à Paris. Devenu un avocat réputé, il est reçu en 1779 au Parlement.
Il épouse en premières noces Adélaïde-Marie-Anne Lespardat avec laquelle il aura deux enfants : Anne-Honoré-Joseph Duveyrier, dit Mélesville, et Charles Duveyrier. En deuxièmes noces, il épouse Philippine-Marguerite Servins, avec laquelle il n'aura aucune postérité.
Trois jours avant sa fuite à Varennes, Louis XVI l'envoie en mission pour le prince de Condé, mais il est fait prisonnier par les Autrichiens. À son retour, il est un des  cinq commissaires délégués le 11 août 1792 par la section des Piques au conseil général de la Commune de Paris. Il est mis en prison à l'instigation de Robespierre. Après sa libération, il a est employé à l'étranger en tant que commissaire pour l'approvisionnement des armées françaises. En 1796, il reprend sa pratique à Paris, avant de devenir administrateur général des finances à Rome, où il acquiert une grande fortune.
Vers 1808, il est président de la Cour d'appel de Montpellier et devient baron de l'Empire en 1810. 
Il meurt en 1839 et est inhumé au cimetière du Père-Lachaise (35e division).

## Œuvres
- La Cour plénière : héroï-tragi-comédie en trois actes et en prose jouée le 14 juillet 1788 par une société d'amateurs dans un château aux environs de Versailles par M. l'abbé de Vermond, lecteur de la reine, auteurs Honoré Duveyrier et Antoine-Joseph Gorsas, éditeur Liberté, 1788, 104 pages[4].
- Le Lever de Bâville : drame héroïque en 3 actes, pour servir de suite à "La cour plénière", auteurs Jean-George Le Franc de Pompignan, Honoré-Marie-Nicolas Duveyrier et Antoine-Joseph Gorsas, éditeur Barbarini, 1788.
- Histoire des premiers électeurs de Paris en 1789, extraite de leur procès-verbal par [Honoré] Duveyrier… précédée d'une introduction et d'un essai sur le corps électoral… par Ch. Duveyrier, Paris, Bruxelles, 1828, 456 p. (Google Books)

## Sources
- Alphonse Rabbe, Claude Augustin Vieilh de Boisjoslin et Charles Claude Binet de Sainte-Preuve, Biographie universelle et portative des contemporains; ou, Dictionnaire historique des hommes vivants et des hommes morts depuis 1788 jusqu'à nos jours: qui se sont fait remarquer par leurs écrits, leurs actions, leurs talents, leurs vertus ou leurs crimes, Volume 4, 1836, p. 1557-1558.
- (en) George Ripley & Charles A. Dana, The American Cyclopaedia Duveyrier. I. Honore Nicolas Marie
- Paul Bauer, Deux siècles d'histoire au Père-Lachaise, Versailles, Mémoire & Documents, 2006, 867 p.  (ISBN 291461148X)